# Louessé
 (novembre 2012).
Si vous disposez d'ouvrages ou d'articles de référence ou si vous connaissez des sites web de qualité traitant du thème abordé ici, merci de compléter l'article en donnant les références utiles à sa vérifiabilité et en les liant à la section « Notes et références ».

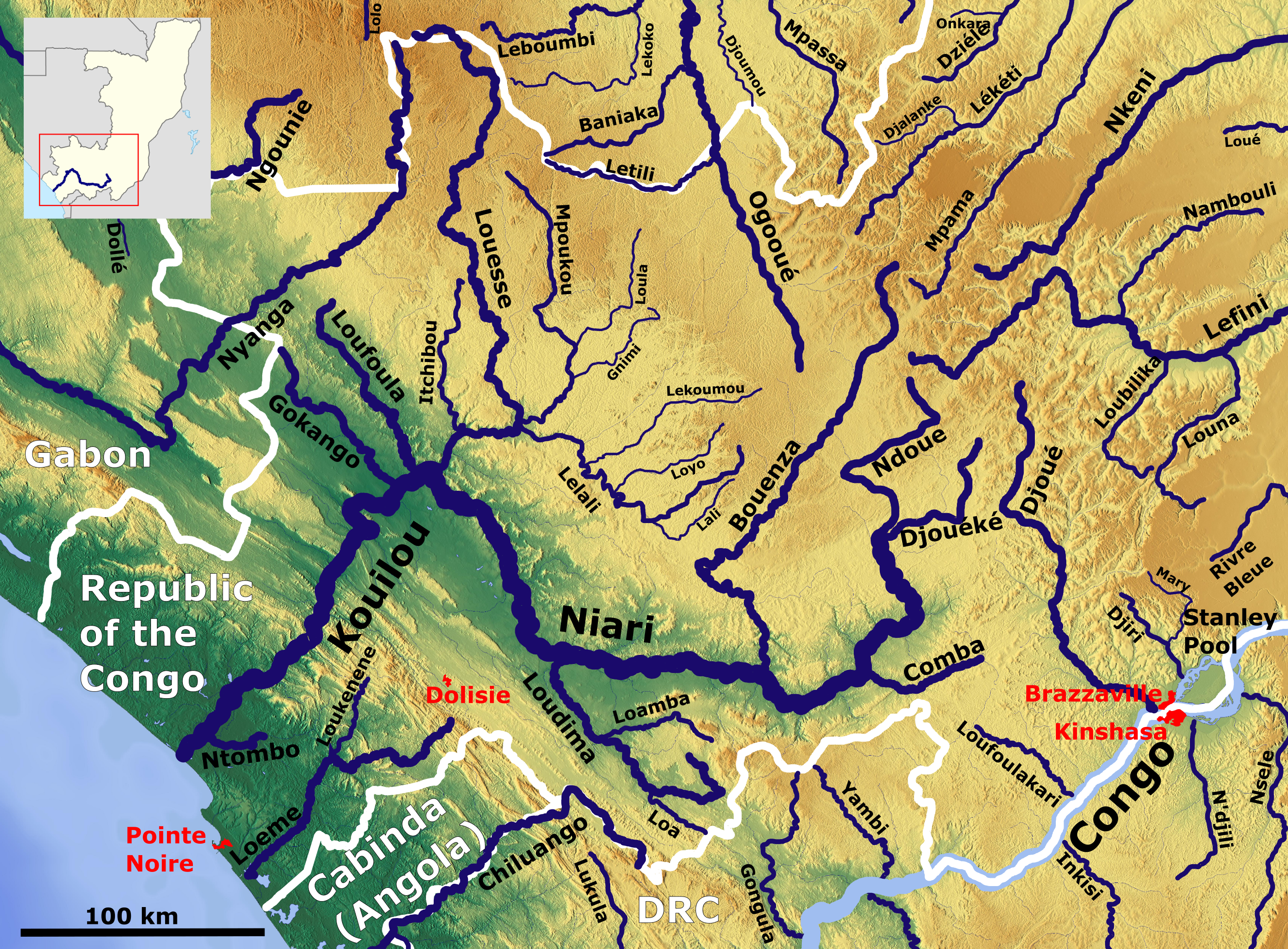
Bassin versant de la Kouilou-Niari avec la Louessé (en haut)

La rivière Louessé (s’écrit également Luese ou Lwese) est l'une des deux sources du fleuve Kouilou, le deuxième fleuve du Congo-Brazzaville. L'autre source du Kouilou est la rivière Niari.

## Localisation et activités
La Louessé prend sa source dans le massif du Chaillu, près de la frontière de la République du Congo avec le Gabon. La location exacte de sa source est mal connue et pourrait être au Gabon. Le fleuve passe non loin de Mbinda et Mayoko.
La ligne de chemin de fer de Makabana à Mbinda suit le cours de la Louessé et traverse le fleuve deux fois, d'abord dans les environs de Vouka, puis à Makabana.
Les deux sources du fleuve Kouilou, la Louessé et le Niari, se rencontrent près de Makabana. Quoique le Niari soit le plus long des deux cours d'eau, les deux rivières ont des dimensions similaires à leur point de rencontre.
Plusieurs études ont été faites de cette rivière dans les années 1950 et 60 lors du projet du barrage hydroélectrique de Sounda.